# Пульчинелла (балет)
«Пульчине́лла» (итал. Pulcinella) — балет с пением Игоря Стравинского в одном действии, созданный в 1919―1920 годах по музыке Дж. Б. Перголези и других композиторов XVIII века. Балет был создан по мотивам традиционной итальянской комедии дель арте, в которой Пульчинелла выступает одним из главных мужских персонажей. Либретто создавалось общими усилиями авторов: бессменным лидером и организатором Русских сезонов Сергеем Дягилевым, композитором Игорем Стравинским, хореографом Леонидом Мясиным и сценографом Пабло Пикассо. Первое исполнение состоялось 15 мая 1920 года в Гранд-опера, Париж, под управлением Эрнеста Ансерме силами труппы Русский балет Дягилева. Балет возродил значительно ослабевший в XIX веке интерес к Пульчинелле как персонажу комедии дель арте.

## История

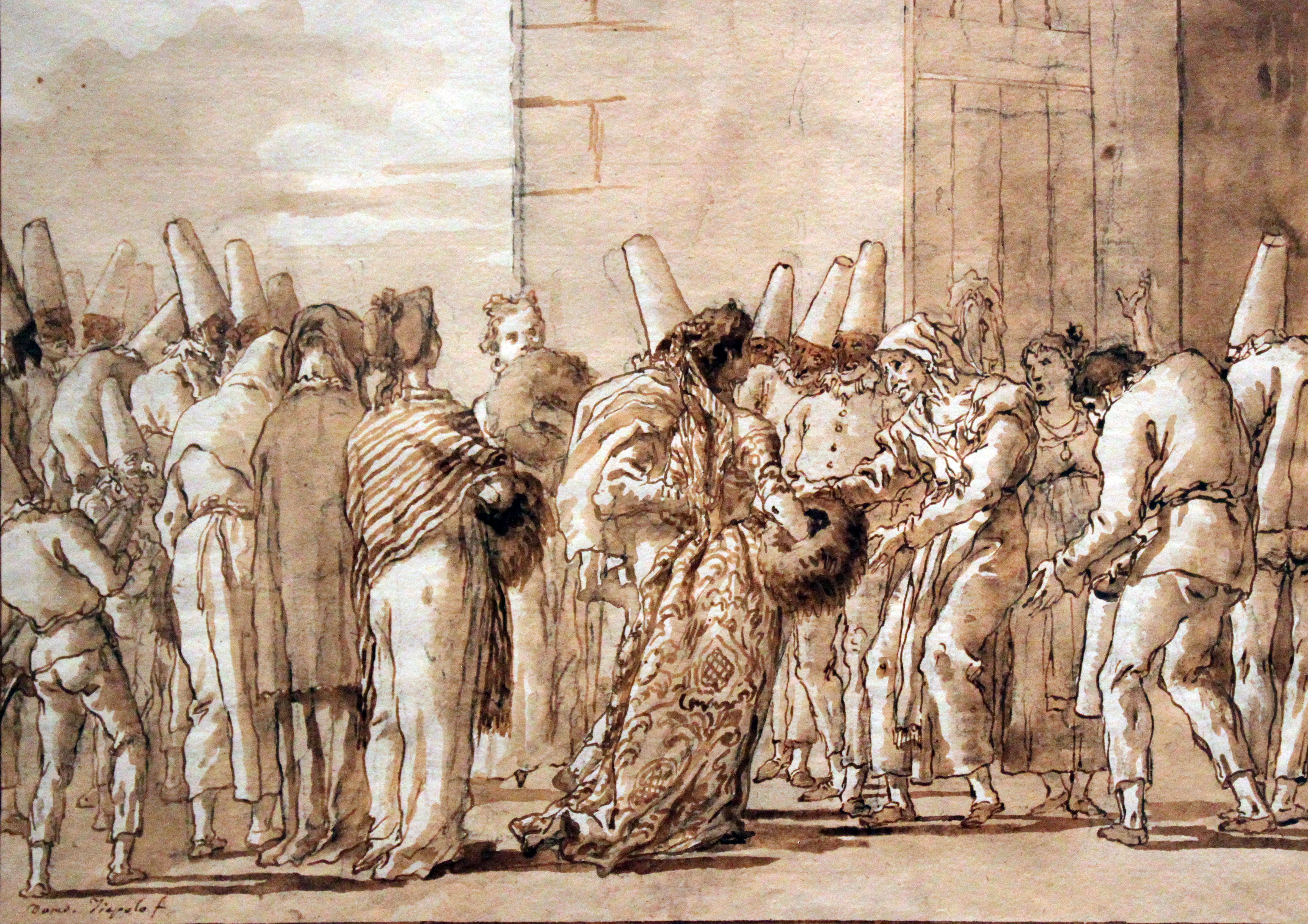
Отец Пульчинеллы встречает у дома его невесту, работа Дж. Д.Тьеполо, 1797

Леонид Мясин писал в мемуарах, что идея постановки пришла при работе над исследованиями по комедии дель арте в библиотеке королевского дворца в Неаполе, где хореограф нашёл ряд сценариев XVIII века: «После долгих размышлений я решил, что именно характер Пульчинеллы лучше всего воплотить в балетной форме». «Тем летом [1919 года] в Неаполе я часто ходил смотреть кукольные спектакли, в которых Пульчинелла играл главную роль. Я восхищался его постоянно менявшимися жестами, его длинными ногами, его маской с крючковатым носом, со смеющейся и плачущей сторонами лица. У старого итальянского актёра я купил подлинную маску Пульчинеллы, которая прежде принадлежала Антонио Петито, актёру и режиссёру комедии дель арте XVIII века. Я надел её и попытался воспроизвести движения и жесты Пульчинеллы». Балетмейстер придумал балет по сценарию начала XVIII века, а когда рассказал Дягилеву о задуманном балете, тот предложил использовать для него музыку Перголези. В библиотеке консерватории Сан Пьетро-а-Майелла в Неаполе Дягилев и Мясин отобрали 15 инструментальных пьес композитора, которые до того времени не были опубликованы.
Балет был задуман Дягилевым на основе либретто XVIII века и, согласно его замыслу, должен был сопровождаться аутентичной музыкой: для этого были выбраны сочинения Джованни Перголези, десять фрагментов (все шесть вокальных). Хотя вся музыка была приписана Перголези, большая её часть атрибутирована некорректно: некоторые композиции написали Доменико Галло, Унико Виллем ван Вассенар, Карло Игнацио Монца и, возможно, Алессандро Паризотти. Согласно мемуарам Стравинского, Дягилев также снял копии произведений Перголези из собраний библиотек Лондона. Из более поздних исследований следует, что Дягилев предложил Стравинскому фрагменты из опер Перголези «Влюблённый монах» (1732) и «Фламинио» (1735), Кантату № 4, Гавот с двумя вариациями и синфонию для виолончели и контрабаса, части из трио-сонат для двух скрипок и цифрованного баса, Аллегро из Сонаты № 7 для клавесина и прочие сочинения, согласно таблице В. П. Варунца.
В 1919 году дирижёр Эрнест Ансерме написал Стравинскому о возможных перспективах аранжировки. Вначале композитор отнесся к предложению без энтузиазма: ему не нравилась идея обработки чужой музыки. Однако, изучив собранный Дягилевым в библиотеках Неаполя и Лондона материал, Стравинский передумал и взялся за работу. По воспоминаниям композитора, эта работа доставила ему большую радость и заставила ощущать близкое духовное родство и даже общность чувств с неаполитанским композитором, к творчеству которого он «всегда чувствовал большую склонность и совсем особую нежность».
Эта трудоёмкая работа «по определённому сценарию с картинами различного характера» потребовала координации с основными создателями балета и вызвала проведение большого количества совещаний с Дягилевым, Пикассо и Мясиным, во время которых возникали различные разногласия, которые выливались в довольно бурные сцены. Дело в том, что Мясин ставил танцы по клавиру, который ему посылал в Париж Стравинский из швейцарского Моржа частями, по мере того как он заканчивал их оркестровку. В связи с этим между ними возникло некоторое недопонимание, выразившееся в различных подходах к концепции балета. По мнению композитора, первоначальная хореография Мясина, её характер и подчёркнутая значительность танцев не соответствовали его замыслу, и в первую очередь «скромной» звучности небольшого камерного оркестра: «Приходилось, следовательно, ставить заново танцы, приспособляя их к моей звучности. Мясину и артистам балета всё это очень надоедало, хотя они и сознавали, что другого выхода нет».
В целом Стравинский, за исключением нескольких хореографических эпизодов, был очень доволен созданным балетом, который, по его мнению, представляет собой одну из тех редких постановок, в которой «всё строго уравновешено и где все составные элементы — сюжет, музыка, хореография, декоративное оформление — сливаются в одно целое, стройное и единое». Позже Стравинский говорил в одном из интервью, что хореография местами была механистична, но лишь эпизод с вариациями вступал в противоречие с музыкой, что было вызвано недопониманием по поводу возможностей оркестра в балете (Дягилев сказал Мясину, что композитор использует большой оркестр с арфами). Композитор выделял роль Мясина, который сумел проникнуться духом неаполитанского театра, а его исполнение роли Пульчинеллы было выше всяких похвал; Пикассо же сотворил настоящее чудо, и он даже не может точно выразить, что его восхитило больше — «краски, пластика или же удивительное сценическое чутьё этого замечательного человека».
Л. Михеева отметила, что сказка «Четыре полишинеля» стала основой либретто, авторами которого, согласно мемуарам композитора, выступили Дягилев, Пикассо, Стравинский и Мясин. Ф. Хартнолл, А. Деген и И. Ступников обозначили, что балет ставился по комедии дель арте о «Четырёх полишинелях». Режиссёр труппы Дягилева Сергей Григорьев и Лорка Мясин (сын Леонида Мясина) писали, что либретто было создано Леонидом Мясиным. Е. Я. Суриц указала авторами сценария Дягилева, Стравинского и Мясина. При оформлении костюмов художник пытался придерживаться исторической достоверности, поэтому несколько отступил от упрощённости кубизма.

## Особенности музыки
Несмотря на то что сюжет и музыкальная основа проистекают из позднего барокко, Стравинский более ориентировался на законы лёгкой и прихотливой музыки рококо, которая лучше подходила сюжету и комическому содержанию. Композитор основательно переработал старинную музыку, заимствуя некоторые темы и характерную фактуру, но при этом использовал современную ритмику и гармонии. Балет «Пульчинелла» считается собственным оригинальным произведением Стравинского.
Как указывал композитор, одна из главных проблем, связанных с «пересочинением» музыки XVIII века, заключалась в том, что он должен был переделать оперные и концертные пьесы в танцевальные. В связи с этим, первоначально он стал искать в сочинениях Перголези скорее «ритмические», нежели «мелодические» номера, но обнаружил, что такого различия не существует, так как инструментальная, вокальная, духовная или светская, музыка XVIII века вся является в известном смысле танцевальной музыкой. По его словам, этот балет был его открытием прошлого, своеобразным крещением, «благодаря которому сделались возможны все мои последующие сочинения». По его замечанию, этот балет в музыкальном отношении «был взгляд назад и первое из многих деяний любви в этом направлении, но также и взгляд в зеркало», однако критика этого не поняла. Стравинского называли имитатором, сочиняющим «простую» музыку, упрекали в «дезертирстве» по отношению к «модернизму», обвиняли в отречении от его «истинно русского наследия». В ответ на критику по поводу кощунственного отношения к классике Стравинский заметил: «Мой ответ им всем был и остается неизменным: вы „почитаете“, а я люблю». Кроме того, пытаясь лучше объяснить суть музыки балета, композитор говорил, что он предпочёл бы лучше «спеть» её, чем пытаться выразить словами, поступив по примеру музыкантов, когда они общаются между собой и когда, желая точнее выразить то, что представляет собой музыкальное произведение, они начинают напевать его.
В 1921 году композитор сделал транскрипцию сочинения для механического рояля. На основе музыки балета Стравинский в 1922 году написал оркестровую Итальянскую сюиту, премьера которой прошла с Бостонским симфоническим оркестром под управлением Пьера Монтё 22 декабря 1922 года в Бостоне. Вторая редакция сюиты была сделана в 1949 году, третья — в 1965 году. Помимо того, на основе музыки балета Стравинский написал Сюиту для скрипки и фортепиано (1925), «Итальянскую сюиту» для виолончели и фортепиано (1933), «Итальянскую сюиту» для скрипки и фортепиано (1933). Виолончельная и скрипичная «Итальянские сюиты» создавались в сотрудничестве с их первыми исполнителями — Г. П. Пятигорским и С. Душкиным.
Балет, созданный для камерного оркестра с солистами, часто считается первым произведением неоклассического периода Стравинского. В итоговой версии сочинение написано для трёх сольных исполнителей (1 сопрано, 1 тенор и 1 бас), кроме того в оркестре 2 флейты (2 пикколо), 2 гобоя, 2 фагота, 2 рога (F), 1 труба (C), 1 тромбон, «концерт» (2 скрипки, 1 альт, 1 виолончель, 1 контрабас) и «рипиено» (8 скрипок, 4 альта, 3 виолончели и 3 контрабаса).
Борис Асафьев заметил, что обращение Стравинского к музыке эпохи барокко указывает на поиски композитором устойчивой базы для создания современной музыки. В ответ на обвинения Стравинского в упадничестве и слепом подражании «парижским вкусам» Асафьев писал: «Не он подражает, а ему подражают. Он диктует свои вкусы. Он первый берёт и претворяет по своему, как никто ещё до него, новый материал». По мнению советского критика, балету не так уж и характерна стилизация и архаизация, как это может показаться на первый взгляд, для этого глубокого современного музыкального произведения, в котором «любовно и ласково претворена пластичная красота итальянского мелоса, вечно живого и обаятельного». Тот же автор находит известную связь между этим балетом и комической оперой-водевилем Стравинского «Мавра». К музыкальным особенностям балета Асафьев относит:
…суровый конструктивизм, экономия средств, строгая композиция, чистота и гравюрная чёткость рисунка, подчёркнутый диатонизм, преобладание тоники и тонических гармоний над доминантными, осторожное обращение с совершенными кадансовыми оборотами и с вводным тоном (в смысле отсутствия „немецкой“ доминантной назойливости).

## Действующие лица
- Пульчинелла
- Пимпинелла, его возлюбленная
- Доктор
- Пруденца, его дочь
- Россета, его дочь
- Кавиелло и Флориндо, кавалеры
- Фурбо, двойник Пульчинеллы
- Четверо Пульчинеллят

Вокалисты: сопрано, тенор, бас.

## Сюжет

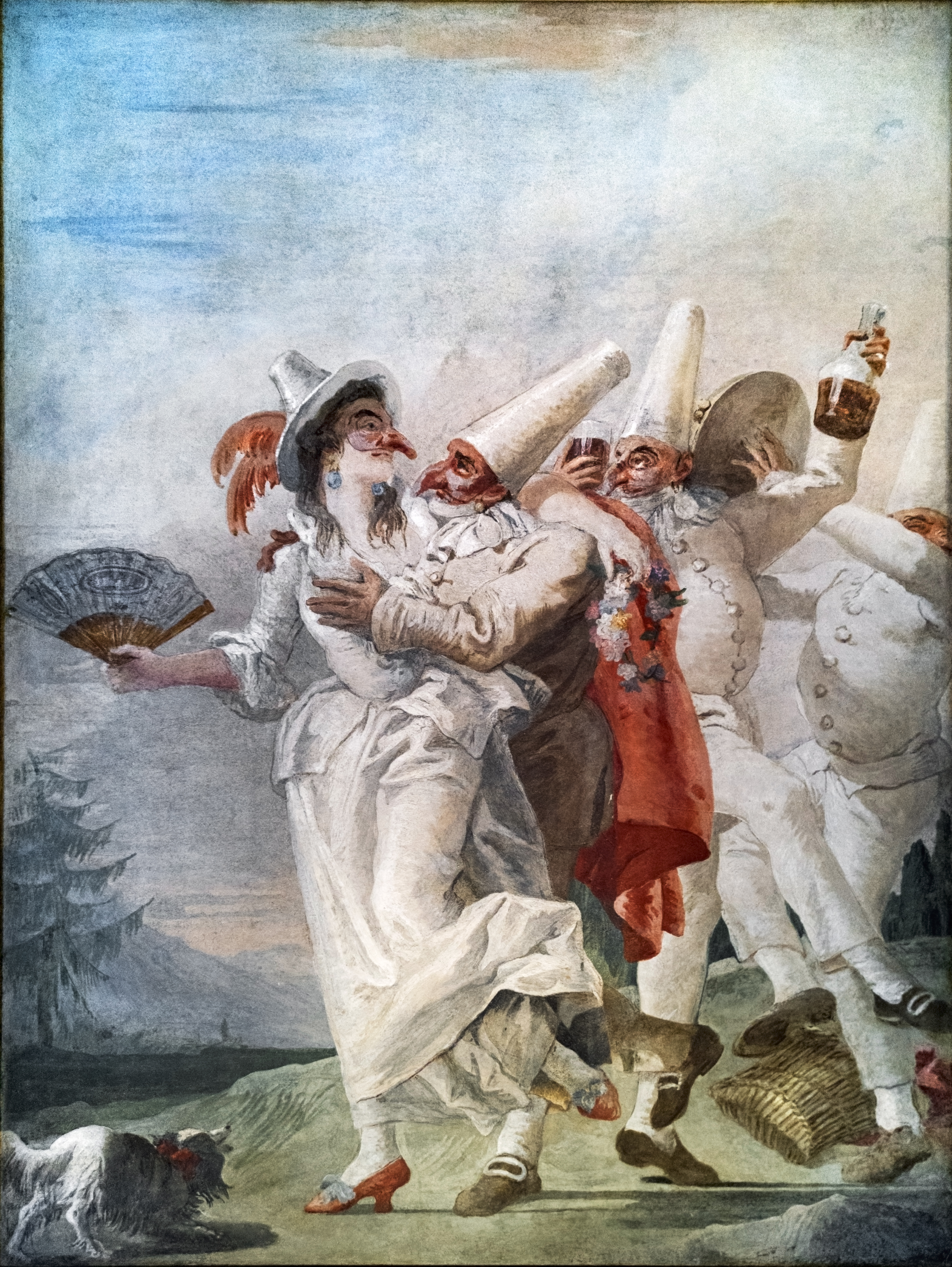
Влюблённый Пульчинелла, фреска Дж. Д.Тьеполо (1797)

История Пульчинеллы взята из неаполитанской рукописи, датированной 1700 годом, содержащей ряд традиционных, характерных и популярных комедий неаполитанской сцены. 
Действие одноактного балета разворачивается в Неаполе начала XVIII века. История начинается серенадами Флориндо и Кавиелло к Пруденце и Розетте. Обе женщины не впечатлены музыкой и отвечают воздыхателям потоками помоев из окон. Помимо прочих появляется ещё и отец Пруденцы, Доктор, который преследует неудачливых соблазнителей. Влюблённые в весельчака Пульчинеллу Пруденца и Розетта преследуют объект своих желаний.
Новый эпизод начинается прогулкой Розетты, которая танцует для Пульчинеллы, и они целуются. Но Пимпинелла видит это и прерывает сцену. Тут же являются Флориндо и Кавиелло, которые из ревности к Розетте избивают Пульчинеллу. Не выдержав унижения, Пульчинелла в сердцах закалывается (естественно, понарошку), чтобы заставить Пимпинеллу простить его. Фурбо, замаскированный под мага, появляется и перед всеми «воскрешает» тело Пульчинеллы. Пимпинелла действительно прощает Пульчинеллу, а Пруденца и Розетта поддаются ухаживаниям Флориндо и Кавиелло. Балет заканчивается браками влюблённых пар.

## Премьера
Основные ожидания публика девятого парижского сезона Русского балета Дягилева относила к премьере «Пульчинеллы».
Основные исполнители на премьере:
- Пульчинелла — Л. Ф. Мясин
- Пимпинелла — Т. П. Карсавина
- Прюденца — Л. П. Чернышёва
- Розетта — В. Н. Немчинова
- Флориндо — Н. Н. Зверев
- Кавиелло — С. Идзиковский[17][27]
- Доктор — Э. Чеккетти[17][25]

Первый показ обрёл успех, балет вошёл в репертуар труппы Дягилева. Согласно хронологии представлений Русского балета Дягилева, «Пульчинелла» последний раз исполнялся труппой с 25 июня по 28 июля 1928 года в Театре Его Величества (His Majesty’s Theatre), Лондон.

## Оценки
Согласно оценке С. Л. Григорьева, хореография Мясина «была превосходна: одновременно поэтичная и забавная». Сам хореограф великолепно исполнил заглавную роль. Карсавина, Чернышёва и Немчинова танцевали также замечательно.
И. Ф. Стравинский высоко оценил постановку и отозвался о ней как о настоящем успехе: «„Пульчинелла“ — один из тех редких спектаклей, где всё строго уравновешенно и где все составные элементы — сюжет, музыка, хореография, декоративное оформление — сливаются в одно целое, стройное и единое. Что касается хореографической стороны, то надо сказать, что, за исключением нескольких эпизодов, которые так и не удалось передать, балет этот был одной из лучших постановок Мясина, который действительно сумел проникнуться духом неаполитанского театра. К тому же его исполнение роли Пульчинеллы было выше всяких похвал. Что же касается Пикассо, то он сотворил настоящее чудо, и я затрудняюсь сказать, что меня, восхитило больше — краски, пластика или же удивительное сценическое чутье этого замечательного человека».
По мнению М. Ф. Ларионова, декорации П. Пикассо к «Пульчинелле» оказались более замечательными сравнительно с его ранними оформительскими работами для труппы Дягилева.
А. Н. Бенуа вспоминал о своём двойственном впечатлении от балета: «Многое, повторяю, меня пленило, а от нового произведения Стравинского „Пульчинелла“ я даже был в упоении. Затея связать культ музыки Перголези с каким-то издевательством над нею же удалась Стравинскому в высшей мере, и я не знаю в музыкальной литературе произведений, в которых подобное „святотатство“ было бы облачено в столь же соблазнительную форму. Этого может быть не следовало делать, но сделано оно было так, что никак нельзя было сетовать на получившийся результат. Выверт, гримаса, но и нечто, что можно уподобить гениальной музыкальной клоунаде. И как это было похоже на Стравинского, — а ведь Стравинский продолжал быть тогда одним из моих самых дорогих музыкантов! В соответствии с музыкой находилась и „нелепо придуманная и кое-как намазанная декорация“ Пикассо и его костюмы, напоминавшие наряды уличных акробатов; наконец, было что-то необычайно „угаданное“ в стиле хореографии Мясина. И как все это было станцевано!».

## Восстановления
- 1926, 15 июня — показ возобновлённого Леонидом Мясиным балета в театре Гетэ-лирик, Париж[32]
- 1971
- восстановление Леонида Мясина для театра Ла Скала, Милан[16]
- Роберт Джоффри реконструировал версию Леонида Мясина для Балета Джоффри[16]
- 2007 — балетмейстер Ана-Мария Штекельман (Ana-Maria Stekelman) воссоздала балет для труппы Europa Danse
- 2017 — возобновление балетмейстера Лорки Мясина, Римский оперный театр, Помпеи[17]

## Постановки других балетмейстеров
- 1926, 16 мая — первый показ в Ленинградском театре оперы и балета (Ленинград) постановки Ф. В. Лопухова, декорации В. В. Дмитриева[33]. Автор новой версии существенно переработал сюжет и осуществил постановку собственной редакции балета, ставшего крупной вехой в творчестве балетмейстера[14]
- 1928 — версия Бориса Романова для труппы Русский балет Монте-Карло, Театр Колон, Буэнос-Айрес[34]; повторно в 1931 году в Парижской Опере[16]
- 1957 — постановка Мориса Бежара, Льеж[16]
- 1972 — Джордж Баланчин и Джером Роббинс для Нью-Йорк Сити балет[16]
- 1976 — редакция балетмейстера М. Агатовой для Музыкального театра имени Станиславского и Немировича-Данченко[16]
- 1978 — постановка Георгия Алексидзе для труппы Хореографические миниатюры[16]
- 1984 — Глен Тетли для Лондонского фестивального балета[16]

## Комментарии
1. ↑  синфония — это не ошибка, а передача орфографии источника. В данном случае И. Я. Вершинина цитирует научную статью М. В. Урсина. Очевидно, такое написание использовано для того, чтобы отличить жанр сочинения Перголези от современного понятия «симфония».